# Камаліденов Закаш Камаліденович
Закаш Камаліденович Камаліденов (нар. 10 червня 1936, аул Орпа, тепер Махамбетського району Атирауської області, Республіка Казахстан — 7 травня 2017, місто Алмати, Республіка Казахстан) — радянський казахський державний діяч, голова Президії Верховної Ради Казахської РСР, секретар ЦК КП Казахстану, 1-й секретар ЦК ЛКСМ Казахстану, голова КДБ Казахської РСР, генерал-майор (17.02.1982). Член Бюро ЦК ВЛКСМ у 1974—1978 роках. Кандидат у члени ЦК КПРС у 1986—1989 роках. Депутат Верховної Ради Казахської РСР 8—11-го скликань. Депутат Верховної Ради СРСР 11-го скликання. 

## Життєпис
Народився в казахської селянській родині з роду Беріш племені Байули.
У 1958 закінчив Московський нафтовий інститут імені Губкіна, інженер-механік.
У 1958—1959 роках — старший оператор нафтокачки селища Каратон Гур'євської області Казахської РСР. У 1959 році — начальник цеху нафтопромислового управління Терень-Узюк Гур'євської області.
У 1959—1961 роках — 1-й секретар Жилокосинського районного комітету ЛКСМ Казахстану Гур'євської області.
Член КПРС з 1960 року.
У вересні 1961 — січні 1963 року — 1-й секретар Гур'євського обласного комітету ЛКСМ Казахстану.
У січні 1963 — 1964 року — заступник голови організаційного бюро Західно-Казахстанського крайового комітету КП Казахстану по місту Актау Гур'євської області. У 1964—1968 роках — 2-й секретар Шевченківського (Актауського) міського комітету КП Казахстану Гур'євської області.
У 1968—1970 роках — слухач Вищої партійної школи при ЦК КПРС.
У 1970 році — голова Гур'євської обласної ради професійних спілок.
У грудні 1970 — лютому 1978 року — 1-й секретар ЦК ЛКСМ Казахстану.
У січні 1978 — 1979 року — 2-й секретар Целіноградського обласного комітету КП Казахстану.
У 1979—1980 роках — старший інспектор інспекторського Управління Комітету державної безпеки (КДБ) СРСР.
У 1980 році — заступник голови КДБ Казахської РСР з кадрів — начальник відділу кадрів.
25 березня 1980 — 30 березня 1982 року — секретар ЦК КП Казахстану.
16 лютого 1982 — 8 січня 1986 року — голови КДБ Казахської РСР.
10 грудня 1985 — 9 лютого 1988 року — секретар ЦК КП Казахстану з питань ідеології.
9 лютого — 6 грудня 1988 року — голова Президії Верховної Ради Казахської РСР.
З грудня 1988 року — персональний пенсіонер союзного значення в місті Алма-Аті (Алмати).
Помер 7 травня 2017 року в Алмати.

## Родина
Дружина — Камаліденова Зура. Син — Артур, дочка — Асія.

## Звання
- полковник (1979)
- генерал-майор (17.02.1982)

## Нагороди
- орден Леніна (1985)
- орден Жовтневої Революції (1981)
- три ордени Трудового Червоного Прапора (1971, 1973, 1976)
- орден «Знак Пошани» (1976)
- медалі